# Unió del Centre de Lituània
Unió del Centre de Lituània (lituà Lietuvos Centro Sąjunga, LCS) fou un partit polític de Lituània d'ideologia social-liberal.

## Història
Fou fundat el 1993 per la fracció centrista del Sąjūdis dirigida per Romualdas Ozolas, que es va presentar a les eleccions legislatives lituanes de 1992 amb l'etiqueta Moviment Centrista Lituà (Lietuvos centristų judėjimas), però que només va obtenir dos escons. Adoptà l'actual nom i un programa centrista, i a les eleccions legislatives lituanes de 1996 va obtenir el 8,2% i arribà als 13 escons (la quarta força política), i participà en la coalició de govern del primer ministre Gediminas Vagnorius.
A les eleccions legislatives lituanes de 2000, però, només va obtenir 42.030 vots (el 2,56%) i dos escons al Seimas, i a les municipals d'aquell mateix any només va treure 173 representants municipals, que baixaren a 156 el 2002. El 2003 es va unir a la Unió Liberal de Lituània i a la Unió Democristiana Moderna (Moderniųjų Krikščionių Demokratų Sąjunga) per a formar la Unió Centrista i Liberal.

## Resultats electorals
| Any  | Líder            | Vots    | %         | Escons   | +/– | Govern   |
| ---- | ---------------- | ------- | --------- | -------- | --- | -------- |
| 1992 | Romualdas Ozolas | 46,910  | 2.52 (#6) | 2 / 141  | Nou | Oposició |
| 1996 | Romualdas Ozolas | 113,333 | 8.67 (#4) | 13 / 141 | 11  | Coalició |
| 2000 | Romualdas Ozolas | 42,030  | 2.86 (#7) | 2 / 141  | 13  | Oposició |